# Enneapterygius williamsi
Enneapterygius williamsi is een straalvinnige vissensoort uit de familie van drievinslijmvissen (Tripterygiidae). De wetenschappelijke naam van de soort is voor het eerst geldig gepubliceerd in 1997 door Fricke.